# John Howard Yoder
John Howard Yoder (1927 Oak Grove, Ohio, USA–1997) byl americký mennonitský teolog.

## Život
Jeho předkové pocházeli ze Švýcarska. V letech 1949–1957 působil ve Francii v rámci mennonitského humanitárního programu po 2. světové válce. Studoval u Karla Bartha a Richarda Niebuhra. Byl rovněž ekumenicky činný a sám sebe často charakterizoval jako teologa „církve katolické (ve významu všeobecné)“. Byl také členem komise Kirchentagu, německého celosvětového sjezdu křesťanské mládeže, jakož i Světové rady církví a různých komisí.
Po ukončení studií a návratu do USA byl i pedagogicky činný. Kriticky se zabýval radikální reformací. Jeho tématy byla zejména christologie, etika a pacifismus.

## Kontroverze
Podle některých zdrojů čelil i obviněním ze sexuálního zneužívání.

## Biografie
- MACEK, Petr: „John Howard Yoder – 1927–1997“, in: J. H. Yoder, Ježíšova politika, Benešov: EMAN, 2004, str. 234–267.